# 児玉就英
児玉 就英（こだま なりひで）は、戦国時代から安土桃山時代にかけての武将。毛利氏の家臣で、毛利水軍の将として活躍した。父は児玉就方。弟には児玉景栄がいる。

## 経歴
天文13年（1544年）、毛利水軍の将を務めた児玉就方の長男として生まれる。
永禄12年（1569年）、尼子勝久や山中幸盛らが率いる尼子再興軍が出雲国に乱入すると、出雲へと出陣（尼子再興軍の雲州侵攻）。日本海方面で毛利水軍の主力として戦った。
元亀2年（1571年）8月21日に尼子勝久が新山城を放棄して出雲国の簾岳に逃れ、更に吉川元春の本軍が接近するや舟に乗って、日本海沿岸の出雲国島根郡加賀郷の桂島に逃走したため、就英は兵船数百艘を率いて勝久を追撃。就英の追撃により勝久は隠岐国へ逃れた。
天正4年（1576年）の第一次木津川口の戦いでは、乃美宗勝、井上春忠、村上元吉、村上吉充、福間元明、香川広景らと共に出陣。この時出陣した水軍は、安芸・備後・伊予の水軍合わせて700～800艘であった。毛利水軍は焙烙玉を駆使して織田水軍を撃滅し、石山本願寺に兵糧を運び込むことに成功した。天正6年（1578年）には冷泉元満と共に淡路国岩屋城に入って、淡路国周辺の瀬戸内海の守備を担当した。また、同年2月には周防国と長門国において300貫の地を与えられている。
天正14年（1586年）に父・就方が死去すると、後を継いで草津城主となった。しかし、天正17年（1589年）4月に広島城の築城を開始した毛利輝元は、広島城完成後には草津を広島の外港として利用するため、就英を転封して草津を毛利氏の直轄領としようとした。これに対して就英は、父・就方の代より草津が児玉氏麾下の水軍の根拠地となっている事を主張し、草津退去と転封に応じなかった。就英の同意を得られない輝元は止む無く就英の転封を遷延しつつ就英の説得を続けたが上手くいかず、同年7月2日には広島城の普請奉行を務める二宮就辰に対し「草津の扱い、はたと草臥れ候」と就英説得の苦労を洩らしている。
このような動きに対し、小早川隆景は同年9月20日、断固として草津を直轄化するべきことを穂田元清、渡辺長、安国寺恵瓊らに説き、輝元にも進言した。同時に就英の説得にも当たり、この上は草津を退去する代わりに好みの土地を輝元に請う事を勧め、これ以上抵抗して立ち退きが遅延すればかえって悪い結果を招くことになると警告した。隆景の説得と警告を受けた就英は止む無く草津の退去に応じることとなった。
天正19年（1591年）12月27日に輝元から「周防守」の受領名を与えられた。
慶長元年（1596年）6月11日に死去。享年53。長男の元方は病で公役を果たせないため、次男の元昌が後を継いだ。